# Ann Katharine Mitchell
Ann Katharine Mitchell, apelido de solteira Williamson (Oxford, 19 de novembro de 1922 – Edimburgo, 11 de maio de 2020), foi uma psicóloga e criptoanalista britânica que trabalhou na decifração de mensagens da Máquina Enigma alemã em Bletchley Park durante a Segunda Guerra Mundial. Após a guerra, foi conselheira matrimonial, estudou na Universidade de Edimburgo. Trabalhou no Departamento de Administração Social dessa universidade e escreveu vários livros sobre os efeitos psicológicos do divórcio em crianças, incluindo "Someone to Turn to: Experiences of Help Before Divorce" (1981) e "Children in the Middle: Living Through Divorce" (1985).

## Biografia
Williamson foi recrutada para trabalhar em Bletchley Park em setembro de 1943, depois de se formar em Oxford, e até maio de 1945 trabalhou na Hut 6 na decifração das mensagens do Exército Alemão e da Máquina Enigma da Força Aérea Alemã. Foi recrutada como trabalhadora temporária no Ministério dos Negócios Estrangeiros e da Commonwealth com um salário anual de 150 libras (aumentado para 200 libras após cumprir 21 anos de idade). Grande parte de seu trabalho envolveu a conversão de "cribs" em "menus", as instruções de operação dos dispositivos de decifração chamados "bomba eletromecânica" ("bombe") para identificar quais seriam as configurações da Máquina Enigma em cada dia específico. Após a guerra, tal como outros que trabalharam em Bletchley, foi-lhe ordenado que esquecesse o seu trabalho secreto e nunca poderia falar sobre isso. Após o trabalho em Bletchley se tornar público e a proibição ter sido suspensa, ela deu muitas palestras e entrevistas sobre o seu papel na guerra.
A sua história está incluída no livro "The Bletchley Girls: War, Secret, Love and Loss: The Women of Bletchley Park Tell Their Story" (2015) da historiadora Tessa Dunlop.
Na década de 1950, trabalhou como conselheira matrimonial no Scottish Marriage Guidance Council.

## Morte
Ann Mitchell Mitchell morreu em Edimburgo no dia 11 de maio de 2020, aos 97 anos, pouco tempo depois de ter testado positivo para a COVID-19.